# Dasciopteryx aristophilides
Dasciopteryx aristophilides là một loài bướm đêm trong họ Geometridae.